# 乃木ののか

## 作品

### アダルトDVD
2021年
- 薬学部で猛勉強中! スタイル抜群の高学歴グラドル卵がエッチな事も学びたくてAV解禁!! オッパイもオマ○コも丸出しでド緊張デビュー!（1月25日、kawaii）
- 一生分の激ピストン!! 長身美脚 現役グラドルの最初で最後のイキまくり3本番（2月25日、kawaii）
- 一か月の禁欲生活の果てに… 彼女が不在の2日間、理性も良心も捨て、彼女の親友とひたすら狂ったようにハメまくった… ただそれだけの記録。（6月18日、DOC）
- 断れない人妻 純粋妻がパート先のバイト君に性処理の為だけに危険日中出し（10月8日、人妻花園劇場）

### VR
2021年
- 【お触り禁止!本番禁止!】某有名店の美巨乳新人を【キメパコ】FUCK! 疑うことを知らない無垢な女子○生を媚薬で発情させて【生中出し】しちゃったJ○リフレ!（5月25日、こあらVR）
- 【出会って1分で玄関即ズボ中出し!】 JDのセフレと中イキ最中に追撃猛烈ピストン! 【連続絶頂イキ早漏マ○コ】を獣のように激しく突きまくった【中出し】【顔射】（7月12日、こあらVR）

### 配信限定
2021年
- 【初撮り】【誘惑の美脚】【早漏女子大生】緊張していた女子大生の性欲が久しぶりのSEXで爆発。大股開きで自ら腰を振り落とし、追撃のピストンを喰らえば何度も絶頂に達し.. ネットでAV応募→AV体験撮影 1495（3月29日、シロウトTV）
- 【早漏美乳】【完璧スタイル】【美女GAL】最高のSEX体験を…ココに！！甘エチな濃厚ミルクティーギャルのほろ酔いいちゃコラ！！おっとりスタートの性欲は尻上がりで爆発！！かんなりのプリケツをチ○コに打ちつけコスHで連続搾精タイムなま突入！！ /ラブホドキュメンタリー休憩2時間/110（6月27日、プレステージプレミアム）
- 【稀代のドM×体液ベロ舐め超発情×中出し口内4射精】ギャルっぽい見た目からは想像もつかないドM!敏感ボディから溢れ出す爆量スプラッシュ!全身を隅々まで舐めしゃぶる体液フェチ!3回出してもまだ足りない!神エロいジムウェアで汗だくSEXトレーニング!!Sweat Fetish Instructor【なまハメT☆kTok Report.23】（8月1日、プレステージプレミアム）※「のっきー」名義
- 精子飲んじゃう系J○!?小動物のような可愛らしさの"のん"ちゃんはおっとり天然な現役女子校生!学校を抜け出して会いにくるほどおじさんのことが大好きなのんちゃんの為におじさんが頑張って大量中出し!w一発だけじゃ満足できないのんちゃんは連戦希望!おじさんは休憩希望!w我慢できなくなっているのんちゃんが足コキフェラ素股でおじさんを●●勃起!からの杭打ち騎乗位で絶頂!最後は口内に出された精子を当たり前かのように飲んじゃうのんちゃんでした、めでたしめでたし! 【親子ほど年の離れたJ○とおじさんのカップル】（8月8日、しろうとまんまん）※「のんちゃん」名義
- 友達同士のはずなのに…スレンダーボディのギャル系アパレル店員と宅飲みしていたらなんだかイイ雰囲気に!控えめな喘ぎ声に貪欲な腰遣いがギャップかわいいギャルと恋人同士のようなイチャつきセックス!#002（8月16日、ドキュメントdeハメハメ）※「のんの」名義
- ラグジュTV 1448 真面目な美人歯科医がカメラの前で見せる甘美な姿…。男の愛撫でとろとろになったおま○こに巨根を挿入されれば、悩ましい吐息と喘ぎ声を漏らし、恥ずかしい格好で乱れまくる!（8月25日、ラグジュTV）※「楓」名義
- 【ガチ淫乱クビレ美乳JD&エロさMAX美ギャル二人組をダッシュナンパで4P大乱交SP】水着の試着会から大乱交まで持ち込むエロ丹力発揮!!水着あり!!ゴム無し4P!!隠し切れないムッツリどスケベJD達とこってり乱交&追撃タイマンSEX(もちナマww)を収録!!最強の二人参上の巻!!（8月28日、プレステージプレミアム）※「きの」名義
- 【大潮吹きエロGAL&ムッツリ美乳JD!!二人を同時にダッシュナンパで大乱交SP!!】どスケベ美ギャル&オナ中敏感美乳JD二人組!!水着の試着会から大乱交まで持ち込むエロ丹力発揮!!ラブホ室内がクジラ潮でビシャビシャのビシャ!!水着姦通のド淫乱4P炸裂&追撃タイマンSEX(もちナマww)を収録!!最強の二人参上の巻!!（8月28日、プレステージプレミアム）※「きの」名義

## 出演

### テレビ番組
- 魚拓と成瀬のツキとスッポンぽん #362,#363（2021年8月8日,15日、パチ・スロ サイトセブンTV）[1][2]